# Чемпионат мира по блицу

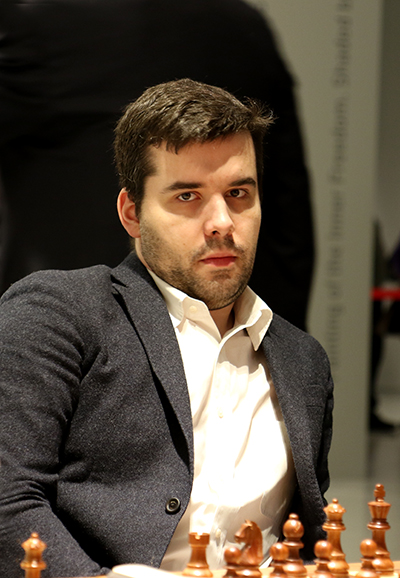
Ян Непомнящий — действующий чемпион мира по блицу

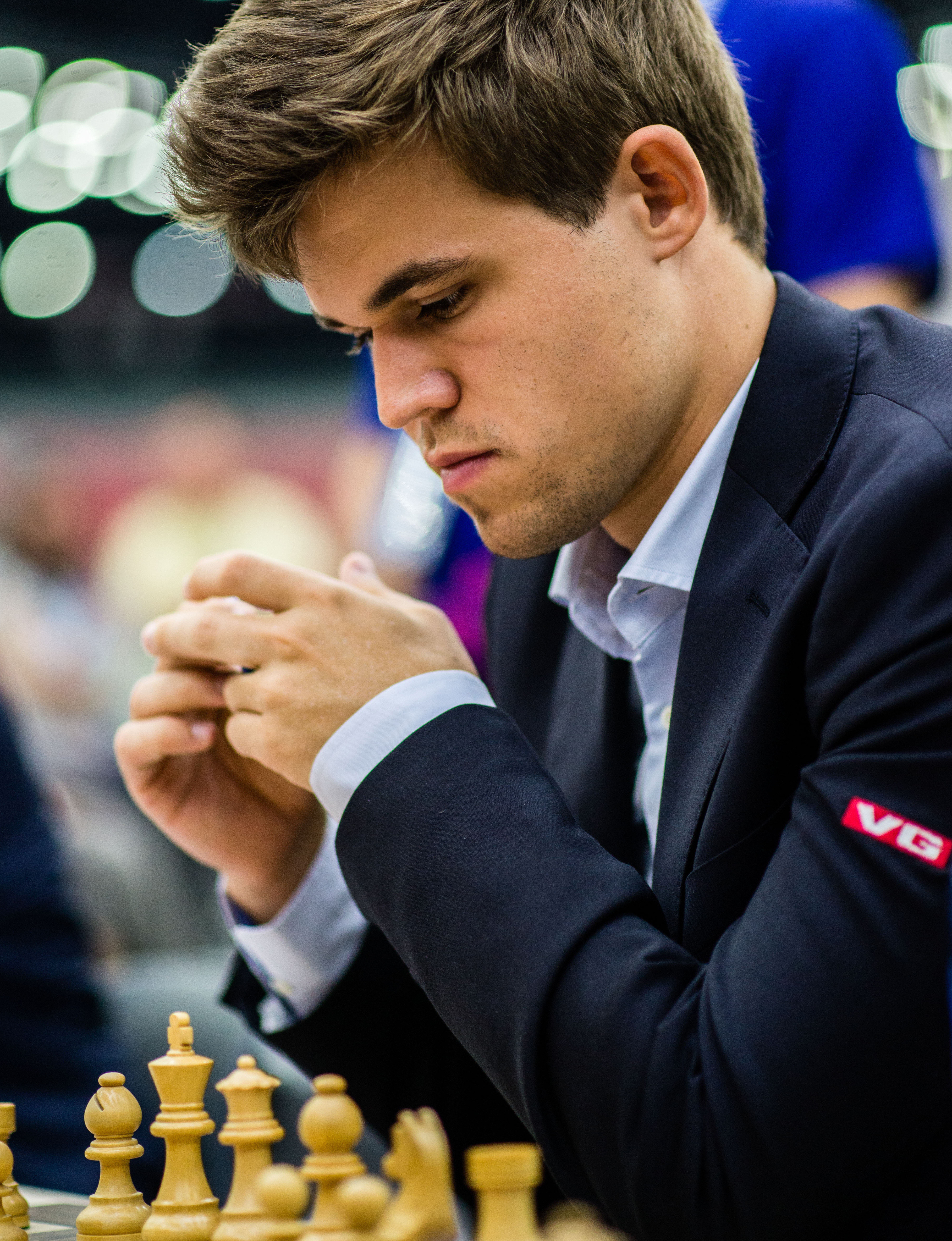
Магнус Карлсен — действующий чемпион мира по блицу

Чемпионат мира по блицу — шахматный турнир, для определения чемпиона мира по игре в блиц. С 2012 года ФИДЕ проводит ежегодный совместный турнир по рапиду и блицу. Действующими чемпионами мира по блицу является россиянин Ян Непомнящий и норвежский гроссмейстер Магнус Карлсен, а китаянка Цзюй Вэньцзюй является действующей чемпионкой мира среди женщин. Карлсен выигрывал этот турнир рекордные восемь раз.

## Контроль времени
Начиная с начала 1900-х годов, шахматные клубы начали организовывать турниры с ускоренным контролем времени. Одним из первых примеров был местный шахматный клуб в Гастингсе, где во время турнира по молниеносным шахматам в 1904 году каждому игроку было дано 10 секунд на ход. К 1950 году контроль времени изменился до более привычных пяти минут на игрока (сейчас три минуты). Термин блиц в шахматах появился только в 1960-е годы.

## Турниры под эгидой ФИДЕ

### Чемпионат мира по молниеносным шахматам ФИДЕ (2006–2010)
Первый турнир по блицу, организованный ФИДЕ как чемпионат мира, состоялся 6 сентября 2006 года в Израиле в городе Ришон ле-Цион. Чемпионат был сыгран по круговой системе с участием 16 игроков, включая семерых лучших гроссмейстеров мира, а также молодого Магнуса Карлсена. После 15 раундов Александр Грищук и Петр Свидлер заняли первое место с результатом 10,5 очков. Для определения абсолютного победителя гроссмейстеры сыграли Армагеддон, в котором Грищук победил Свидлера черными фигурами стал чемпионом. В следующем году в Москве прошёл Кубок мира по блицу ФИДЕ в формате двойной круговой системы с участием 20 игроков и более сильным составом участников. Перед последним туром украинский гроссмейстер Василий Иванчук и индийский гроссмейстер Вишванатан Ананд имели равное количество очко, в последнем туре Иванчук обыграл Ананда, несмотря на невыгодную позицию, и выиграл турнир с результатом 25,5 очков из 38 возможных.

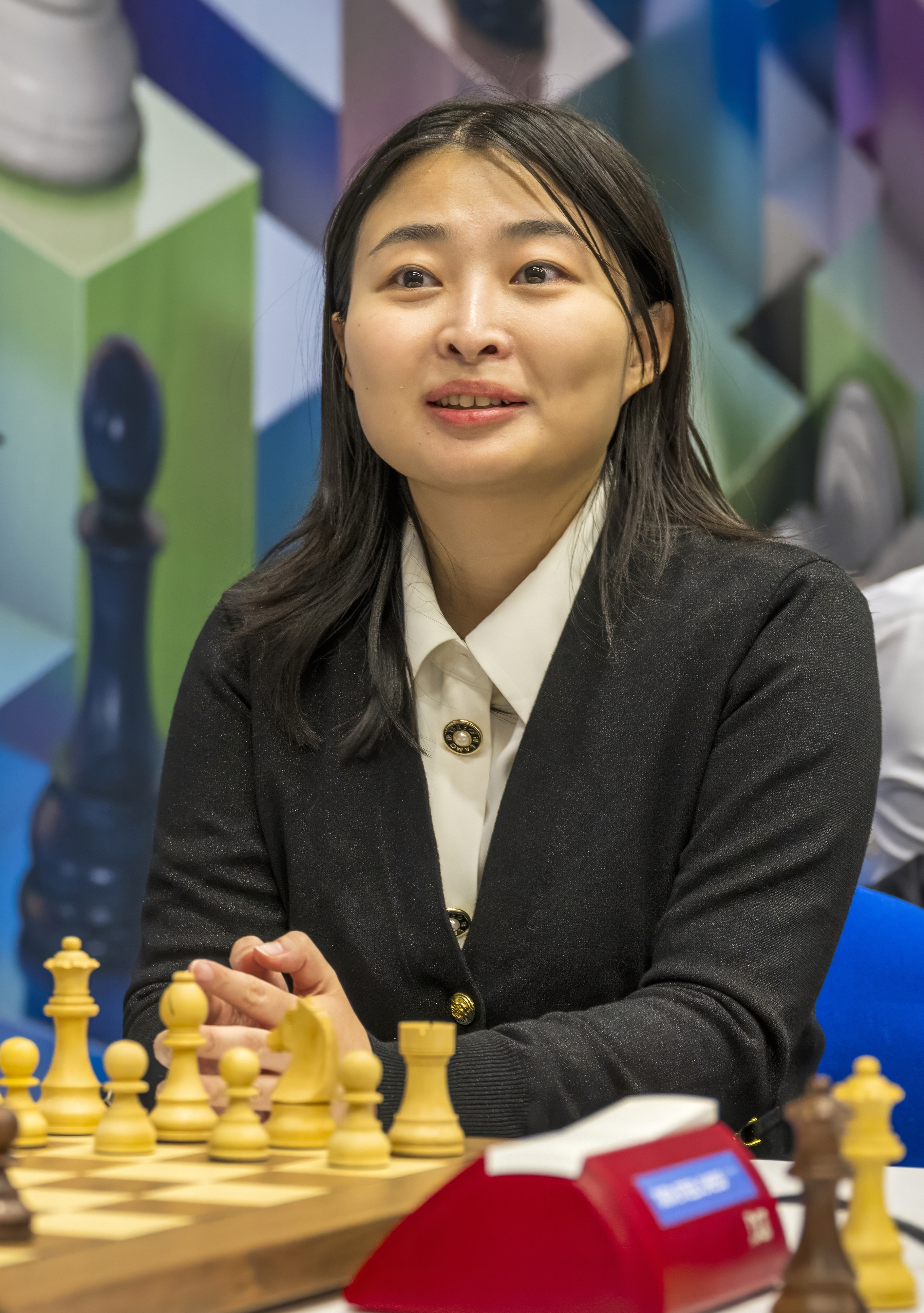
Цзюй Вэньцзюй — действующая чемпионка мира по блицу

В 2008 году организаторы вернулись к формату кругового турнира с участием 16 игроков. Несмотря на рывок действующего чемпиона Иванчука, который выиграл семь из последних восьми туров, победителем стал 25-летний гроссмейстер из Кубы Леньер Домингес Перес, набравший 11,5 очков и опередивший Иванчука на пол-очка. В 2009 году чемпионат снова прошел в Москве, где формат вновь изменили на двойной круговой турнир с участием 22 игроков и новыми правилами контроля времени — 3 минуты на игрока плюс двухсекундная добавка после каждого хода. С большим отрывом в три очка победителем стал 19-летний Магнус Карлсен, набрав 31 очко из 42 возможных, и одержав восемь побед над игроками, занявшими второе-пятое места.
В 2010 году турнир был проведён в последний раз в таком формате в Москве сразу после Мемориала Таля, под названием VI Чемпионат мира по блицу. Несмотря на проигрыш в обеих последних партиях, армянский гроссмейстер Левон Аронян смог завоевать титул, набрав 24,5 очка из 38  возможных, на пол-очка опередив Теймурa Раджабова.  В ноябре 2010 года был запланирован девятираундовый турнир по швейцарской системе, который должен был пройти 17 февраля 2011 года в качестве отборочного соревнования к чемпионату мира по блицу 2011 года. Однако после того, как ни одна заявка на проведение турнира не была подана, он был отменен.

### Чемпионаты мира по рапиду и блицу (с 2012 года)
31 мая 2012 года ФИДЕ объявила о проведении первого совместного чемпионата мира по быстрым и молниеносным шахматам, который должен был состояться в Астане, Казахстан, с 1 по 11 июля. Турнир 2012 года состоял из отборочного раунда, за которым следовали соревнования по рапиду и блицу, проходившие в течение пяти дней. Изначально чемпионат был организован как турнир по круговой системе с участием 16 игроков, который должен был совпасть с появлением рейтингов ФИДЕ по рапиду и блицу в июле 2012 года. На турнир были приглашены девять игроков с наибольшим рейтингом, действующий чемпион Левон Аронян, трое призеров квалификационных соревнований и три номинанта от организационного комитета и ФИДЕ. Впоследствии формат турнира был изменён на швейцарскую систему с участием более 100 гроссмейстеров. Трём лучшим участникам вручаются золотые, серебряные и бронзовые медали соответственно; при равенстве очков учитывается средний рейтинг соперников.

### Чемпионат мира по блицу (с 2024 года)
В 2024 году формат был изменён: после 13 туров швейцарской системы у мужчин, и 11 туров швейцарской системы у женщин лучшие 8 шахматистов выходят в плей-офф. Также был отменён армагеддон, в связи с чем шахматисты могут играть неограниченное количество партий в плей-офф. В финальной партии Ян Непомнящий и Магнус Карлсен после трёх ничьих подряд предложили организаторам объявить их обоих чемпионами. Матч за третье место не проводится.

## Турниры и результаты

### Мужчины
| Год  | Место проведения                      | Чемпион                               | Серебряный призёр                     | Бронзовый призёр                      | Ист.   |
| ---- | ------------------------------------- | ------------------------------------- | ------------------------------------- | ------------------------------------- | ------ |
| 2012 | Астана                                | Александр Грищук                      | Магнус Карлсен                        | Сергей Карякин                        | [ 12 ] |
| 2013 | Ханты-Мансийск                        | Ле Куанг Льем                         | Александр Грищук                      | Руслан Пономарёв                      | [ 13 ] |
| 2014 | Дубай                                 | Магнус Карлсен                        | Ян Непомнящий                         | Хикару Накамура                       | [ 14 ] |
| 2015 | Берлин                                | Александр Грищук                      | Максим Вашье-Лаграв                   | Владимир Крамник                      | [ 15 ] |
| 2016 | Доха                                  | Сергей Карякин                        | Магнус Карлсен                        | Даниил Дубов                          | [ 16 ] |
| 2017 | Эр-Рияд                               | Магнус Карлсен                        | Сергей Карякин                        | Вишванатан Ананд                      | [ 17 ] |
| 2018 | Санкт-Петербург                       | Магнус Карлсен                        | Ян-Кшиштоф Дуда                       | Хикару Накамура                       | [ 18 ] |
| 2019 | Москва                                | Магнус Карлсен                        | Хикару Накамура                       | Владимир Крамник                      | [ 19 ] |
| 2020 | Не проводился из-за пандемии COVID-19 | Не проводился из-за пандемии COVID-19 | Не проводился из-за пандемии COVID-19 | Не проводился из-за пандемии COVID-19 |        |
| 2021 | Варшава                               | Максим Вашье-Лаграв                   | Ян-Кшиштоф Дуда                       | Алиреза Фирузджа                      | [ 20 ] |
| 2022 | Алматы                                | Магнус Карлсен                        | Хикару Накамура                       | Айк Мартиросян                        | [ 21 ] |
| 2023 | Самарканд                             | Магнус Карлсен                        | Даниил Дубов                          | Владислав Артемьев                    | [ 22 ] |
| 2024 | Нью-Йорк                              | Магнус Карлсен Ян Непомнящий          |                                       | Ян-Кшиштоф Дуда Уэсли Со              | [ 23 ] |
| 2025 | Доха                                  |                                       |                                       |                                       |        |

### Женщины
| Год  | Место проведения                      | Чемпион                               | Серебряный призёр                     | Бронзовый призёр                      |
| ---- | ------------------------------------- | ------------------------------------- | ------------------------------------- | ------------------------------------- |
| 2012 | Батуми                                | Валентина Гунина                      | Наталья Жукова                        | Анна Музычук                          |
| 2013 | Не проводился                         | Не проводился                         | Не проводился                         | Не проводился                         |
| 2014 | Ханты-Мансийск                        | Анна Музычук                          | Нана Дзагнидзе                        | Татьяна Козинцева                     |
| 2015 | Не проводился                         | Не проводился                         | Не проводился                         | Не проводился                         |
| 2016 | Доха                                  | Анна Музычук                          | Валентина Гунина                      | Екатерина Лагно                       |
| 2017 | Эр-Рияд                               | Нана Дзагнидзе                        | Валентина Гунина                      | Цзюй Вэньцзюнь                        |
| 2018 | Санкт-Петербург                       | Екатерина Лагно                       | Сарасадат Хадемальшарьех              | Лэй Тинцзе                            |
| 2019 | Москва                                | Екатерина Лагно                       | Анна Музычук                          | Тань Чжунъи                           |
| 2020 | Не проводился из-за пандемии COVID-19 | Не проводился из-за пандемии COVID-19 | Не проводился из-за пандемии COVID-19 | Не проводился из-за пандемии COVID-19 |
| 2021 | Варшава                               | Бибисара Асаубаева                    | Александра Костенюк                   | Валентина Гунина                      |
| 2022 | Алматы                                | Бибисара Асаубаева                    | Хампи Конеру                          | Полина Шувалова                       |
| 2023 | Самарканд                             | Валентина Гунина                      | Александра Костенюк                   | Чжу Цзиньэр                           |
| 2024 | Нью-Йорк                              | Цзюй Вэньцзюнь                        | Лэй Тинцзе                            | Екатерина Лагно Вайшали Рамешбабу     |
| 2025 | Доха                                  |                                       |                                       |                                       |

### Многократные победители

#### Мужчины
| Число титулов | Спортсмен             | Годы                                           |
| ------------- | --------------------- | ---------------------------------------------- |
| 8             | Магнус Карлсен        | 2009, 2014, 2017, 2018, 2019, 2022, 2023, 2024 |
| 3             | Александр Грищук      | 2006, 2012, 2015                               |
| 1             | Бобби Фишер           | 1970                                           |
| 1             | Михаил Таль           | 1988                                           |
| 1             | Василий Иванчук       | 2007                                           |
| 1             | Леньер Домингес Перес | 2008                                           |
| 1             | Левон Аронян          | 2010                                           |
| 1             | Ле Куанг Льем         | 2013                                           |
| 1             | Сергей Карякин        | 2016                                           |
| 1             | Максим Вашье-Лаграв   | 2021                                           |
| 1             | Ян Непомнящий         | 2024                                           |

#### Женщины
| Число титулов | Спортсмен          | Годы             |
| ------------- | ------------------ | ---------------- |
| 3             | Екатерина Лагно    | 2010, 2018, 2019 |
| 2             | Анна Музычук       | 2014, 2016       |
| 2             | Бибисара Асаубаева | 2021, 2022       |
| 2             | Валентина Гунина   | 2012, 2023       |
| 1             | Сьюзен Полгар      | 1992             |
| 1             | Нана Дзагнидзе     | 2017             |
| 1             | Цзюй Вэньцзюнь     | 2024             |